# Obvodnyj kanal (stanice metra v Petrohradu)
Obvodnyj kanal (rusky Обводный канал) je stanice petrohradského metra, která je součástí Frunzensko-Primorskajské linky.
Úsek na kterém se stanice nachází se otevřel již v roce 2008, ale stanice byla otevřena až 30. prosince 2010. Stanice je plánována jako přestupní na budoucí šestou linku.
Pojmenována je podle Obvodného kanálu, který se nachází nedaleko stanice. 